# デ・ハビランド・カナダ DHC-6
デ・ハビランド・カナダ DHC-6
グスタフ3世飛行場に着陸するWinairのDHC-6-300
- 用途：汎用機
- 製造者：デ・ハビランド・カナダ、バイキング・エア
- 初飛行：1965年5月20日
- 生産開始：1965年 – 1988年（シリーズ100 - 300）、2008年 – 現在（シリーズ400）、2023年 - 現在（シリーズ300-Gクラシック）
- 運用開始：1966年
- 運用状況：生産中[1]
- ユニットコスト：バイキング 400: $7M USD[2]
バイキング 400S: $5.995MUSD[3]

デ・ハビランド・カナダ DHC-6 ツイン・オッター (de Havilland Canada DHC-6 Twin Otter) はカナダのデ・ハビランド・カナダ（現ボンバルディア・エアロスペース）が開発した小型旅客機。未整備の短い滑走路でも離着陸が可能なSTOL性の高い19人乗りコミューター機である。
愛称にツイン・オッターという名があるが、通称としてダッシュ 6 (Dash 6) とも呼ばれる。オッター（カワウソ）の愛称を持つDHC-3の双発版であることに由来する。日本では「オッター」が「落ちた」を連想させるとして「ツインオター」とも呼ばれた。

## 概要

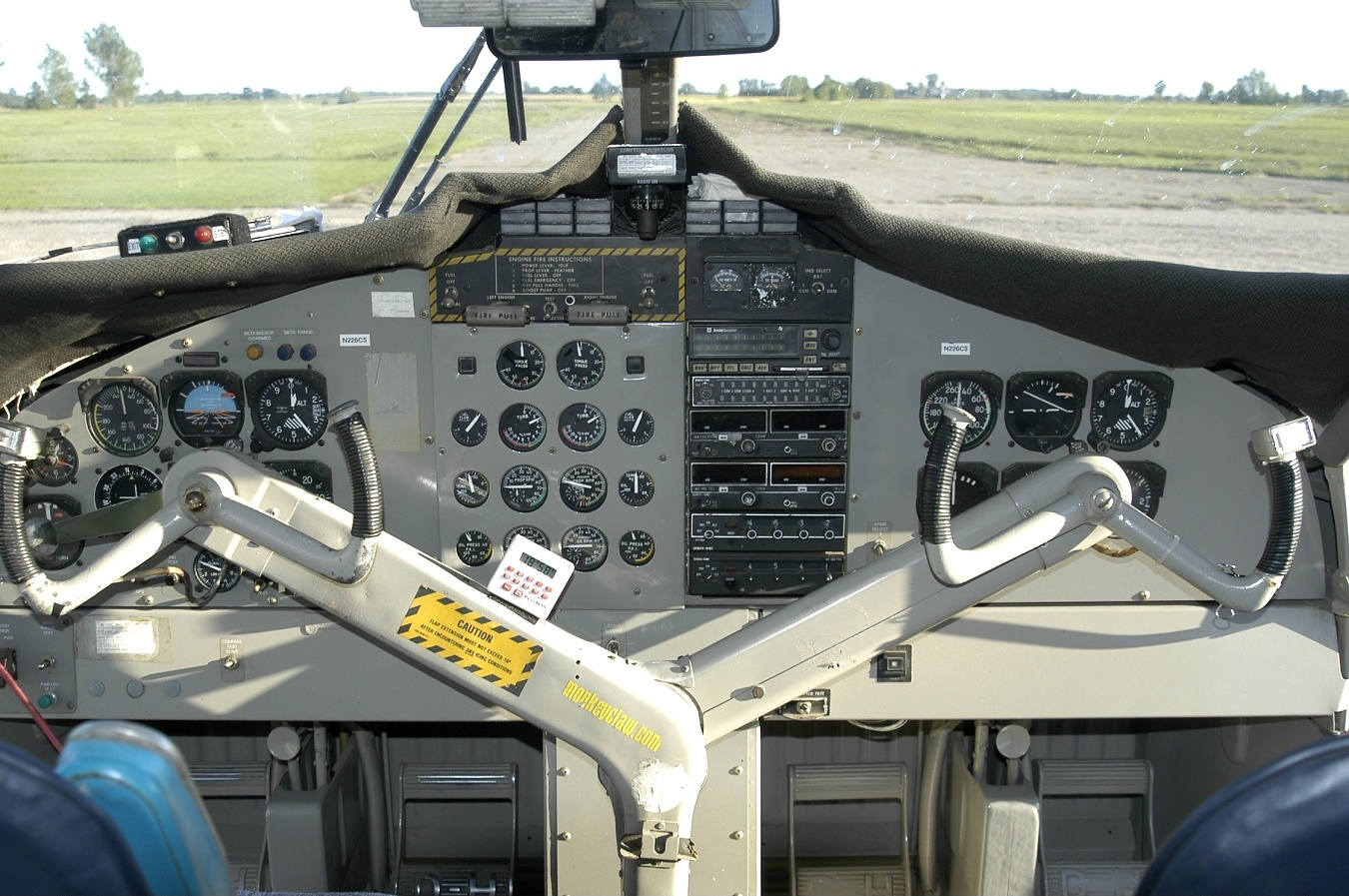
DHC-6-200のコックピット

DHC-3をターボプロップ双発としたもので、1964年から開発が開始された。1965年5月20日に試作機が初飛行し、翌年には最初の量産機が就航している。しかし、未開地で運航する会社からの要請を念頭に設計された本機がピルグリム航空での旅客便開設を皮切りにコミューター航空会社から高い人気を集めたのはデ・ハビランド・カナダ社にとって予想外のことであった。スカイダイビング用としても人気となった他、軍用機としてもアメリカを始め多くの国で採用された（アメリカ軍での呼称はUV-18）。
胴体部はDHC-3と同等のものをストレッチして用いており、乗客収容数が増加している。主翼は高翼配置の直線翼であり、双発化に伴い約2m広げられたほか、垂直尾翼に後退角が付けられている。コックピットはアナログ計器主体の保守的な仕様であるが、操縦桿は機体中央から伸びたアームが途中で左右に分かれるというDHC-3と同じレイアウトを採用している。グラスコックピット化されたDHC-6-400では左右に分かれる部分にスイッチ類が配置されている。なお後のDHC-7以降はボーイングなどと同等の標準的なレイアウトに変更された。
降着装置は前輪式に変更となっている他、スキーやフロートの装備も可能であることから、スリランカ・エアタクシー（スリランカ航空の事業）では、観光客を島々へ送迎するエアタクシーとして水上機仕様のDHC-6を利用している。
未開地での運航を想定した頑丈な造りから、「空の四輪駆動車」と評するパイロットもいる。
1988年にデ・ハビランド・カナダでの生産が終了するまでに総数844機が生産された。その後はより効率的な新型の機体が出現したため航空会社での使用は減少したものの、中小規模の運航会社では依然として人気が高かった。そのためデ・ハビランドの元社員が設立したバイキング・エアが2006年にボンバルディアから製造権を取得したうえで、2008年から独自の改良型シリーズ400、2023年から復刻版のシリーズ300-Gクラシックの製造を行っている。またバイキング・エアは水上機への改装業者からスタートしたこともあり、水陸両用の車輪付きフロートを自社で製造し、純正オプションに加えている。

## 各型
-100
初期型。PT6A-20エンジンを搭載。115機生産。
-200
機首および後部の手荷物区画を拡張。115機生産。
-300
エンジンをPT6A-27（652軸馬力）に換装。他にもドアの改修、燃料容量や乗客収容数の増加などの変更を行っている。
-300S
-300の特別型。翼上面スポイラーと高性能ブレーキを装備。
-300M
-300の軍用型。輸送機型、翼下に武装が可能なCOIN機型、下部前方に全方向探索レーダーを備えた海上偵察機型（-300MRと命名）の3種類がある。
-400
バイキング・エアで製造。エンジンをPT6A-34に換装。グラスコックピット化している。
ガーディアン400
バイキング・エアとオーストリアのエアボーン・テクノロジーズ社が共同開発した、情報収集・監視・偵察機（ISR）型。2019年のパリ航空ショーで発表された。
-300Gクラシック
バイキング・エアで製造。航空会社からの要望により300型のコックピットや内装を改良して復刻、400型よりもローコストで運用できる。エンジンはPT6A-27とPT6A-34から選択可能。

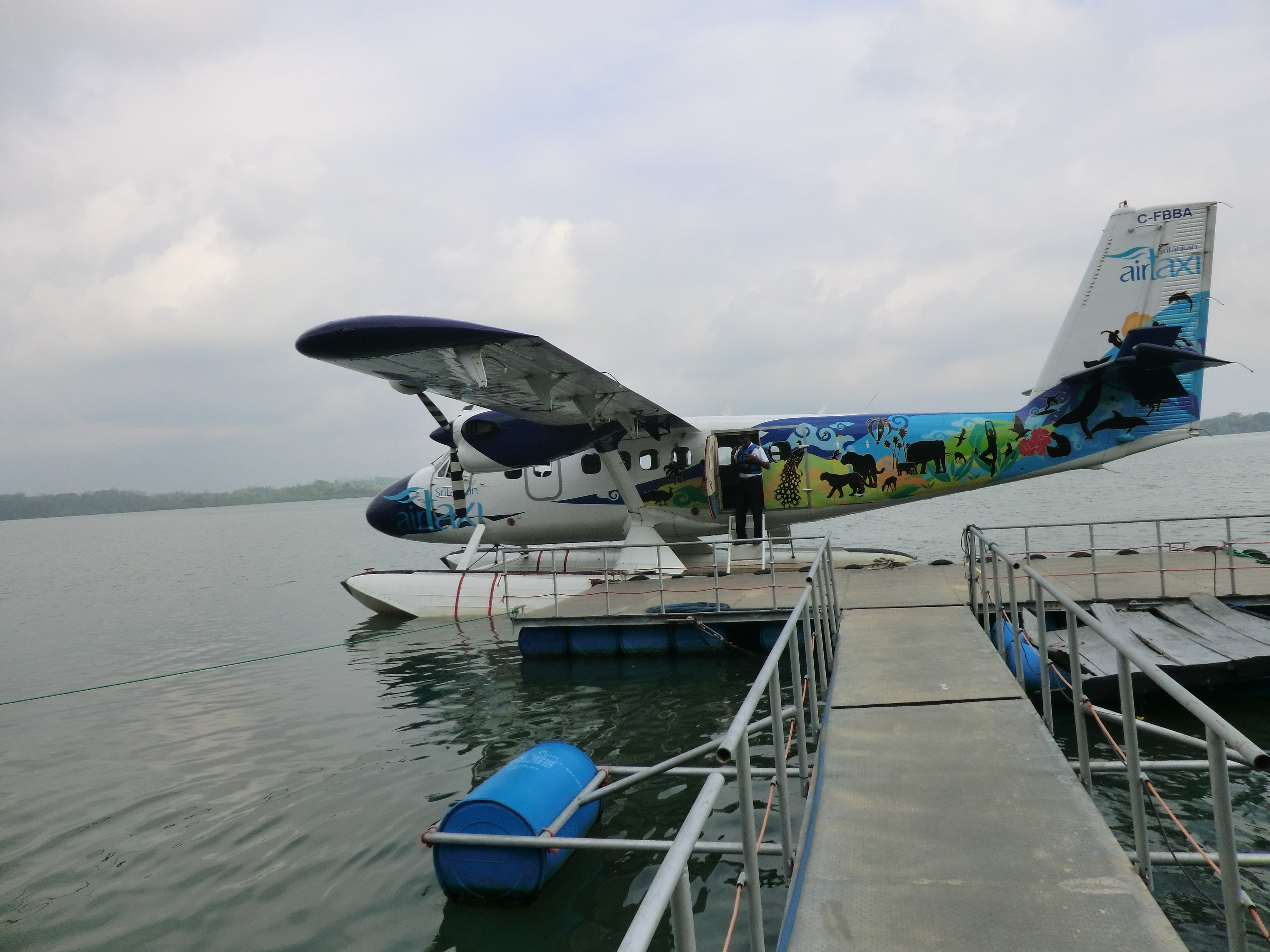
スリランカ・エアタクシーのDHC-6-100
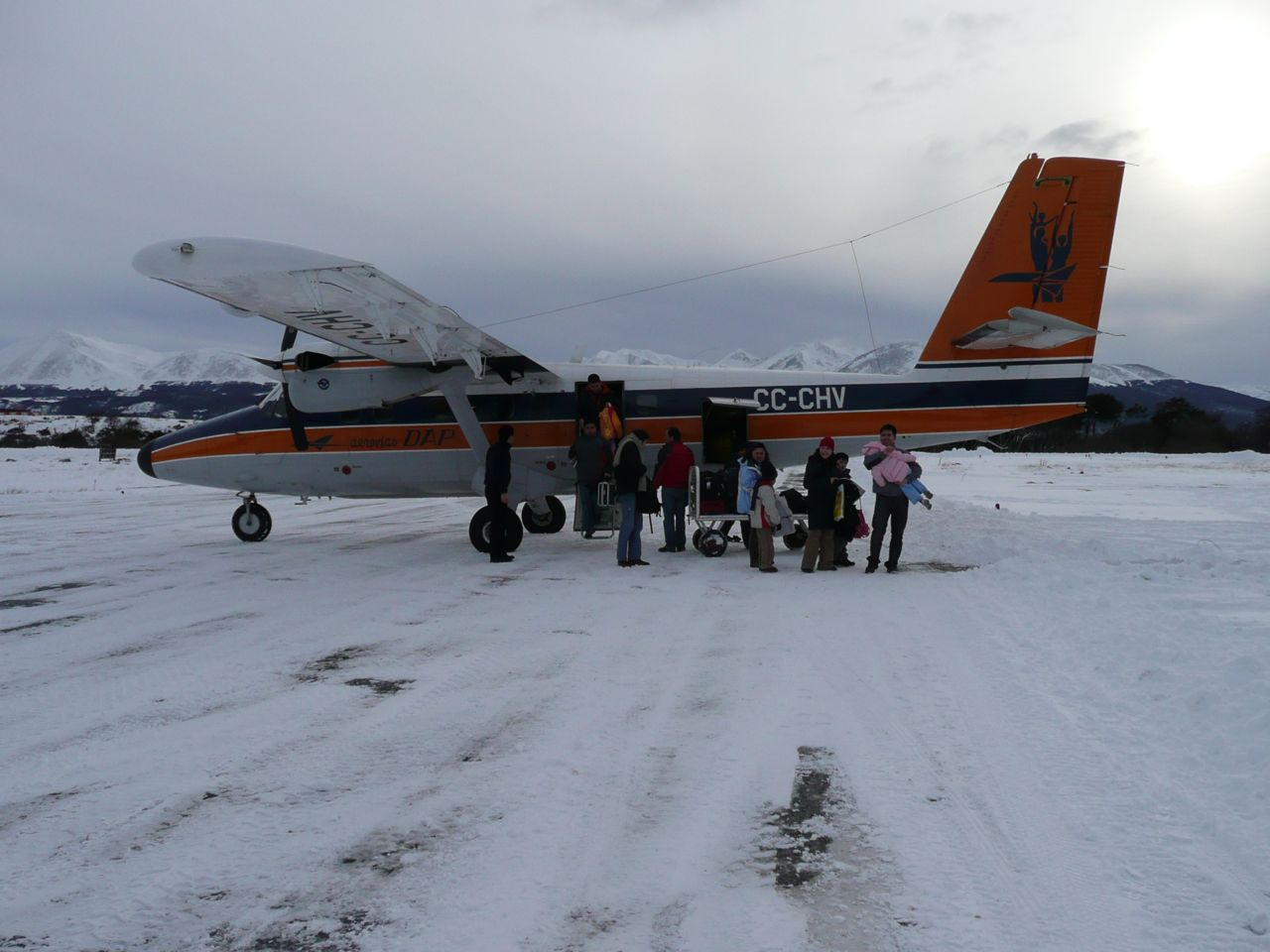
DHC-6-300（プエルト・ウィリアムズ）
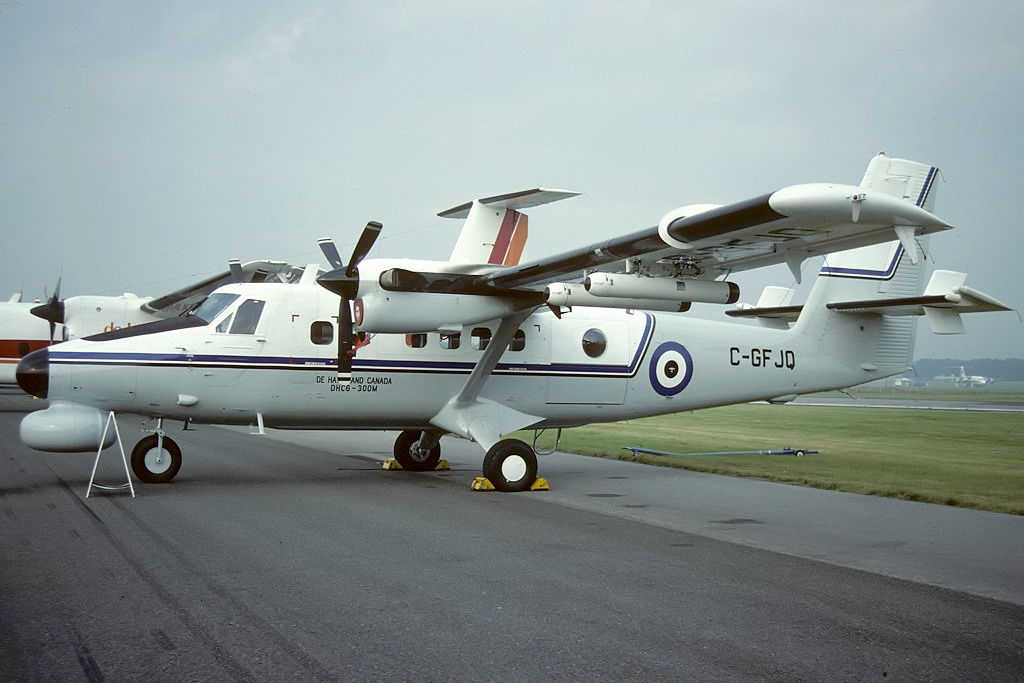
エアショーで展示されたDHC-300M
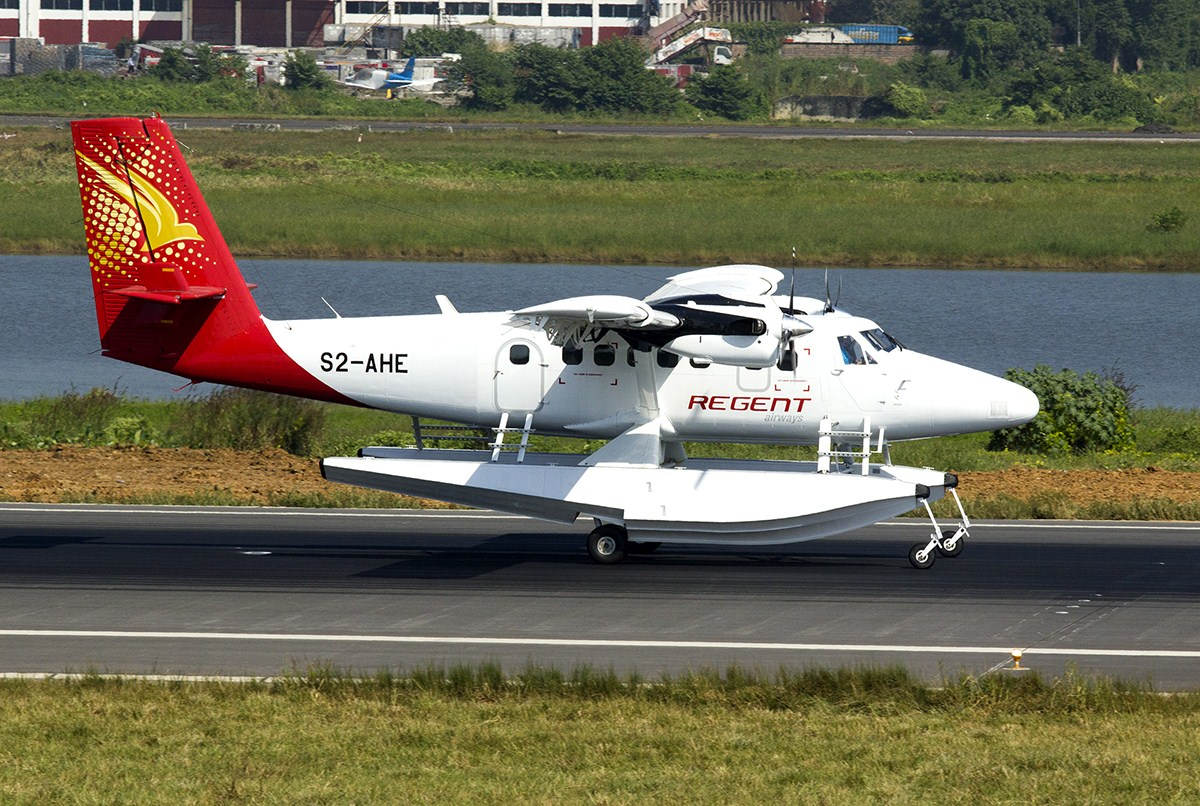
車輪付きフロートを装備したDHC-6-400
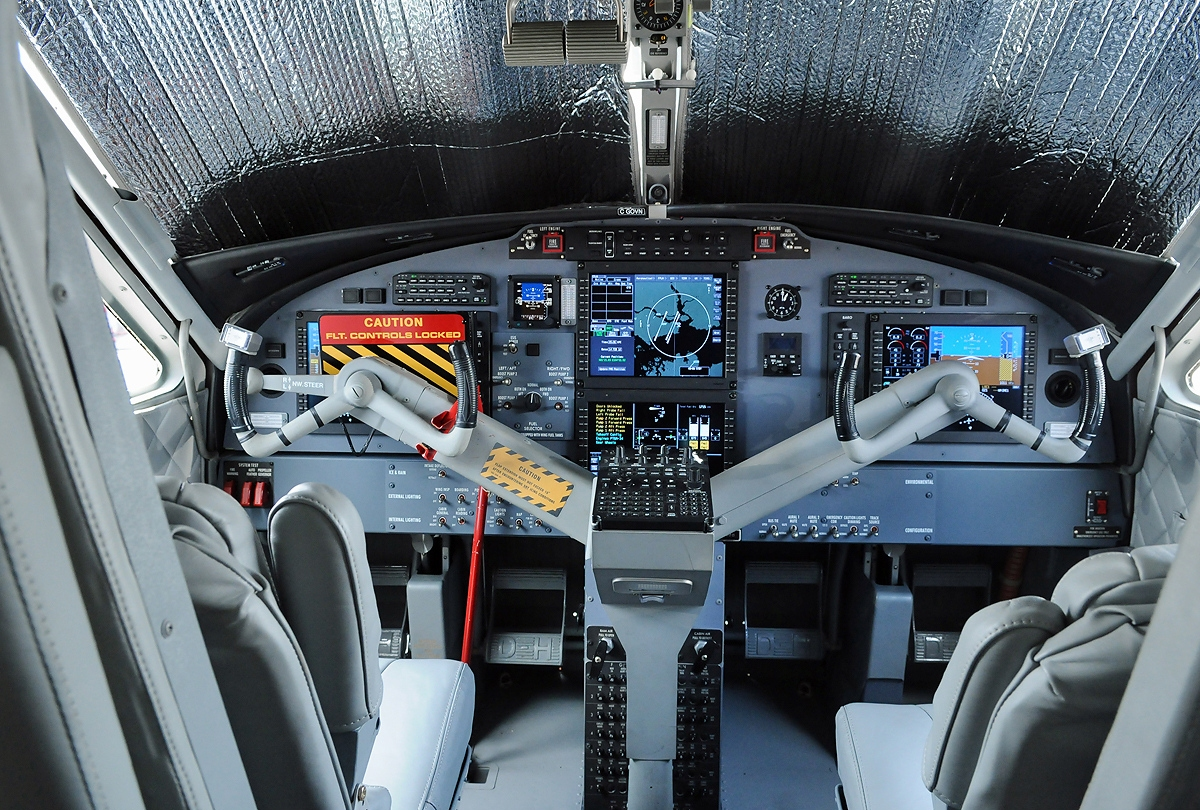
製造途中のDHC-6-400のコックピット

## 採用国（軍用）
アフガニスタン
 アルゼンチン
 オーストラリア
 ベナン
 カナダ
 スイス
 チリ
 コロンビア
 エクアドル
 フランス
 エチオピア
 フランス
 ハイチ
 ジャマイカ
 マレーシア
 メキシコ
 ネパール
 ニカラグア
 ノルウェー
 パナマ
 フィリピン
 パラグアイ
 ペルー
 スーダン
 ウガンダ
 アメリカ合衆国
 ベトナム

## 要目（シリーズ300）
- 全長：15.77 m
- 全幅：19.8 m
- 全高：5.9 m
- 翼面積：39 m2
- 自重：3,363 kg
- 最大離陸重量：5,670 kg

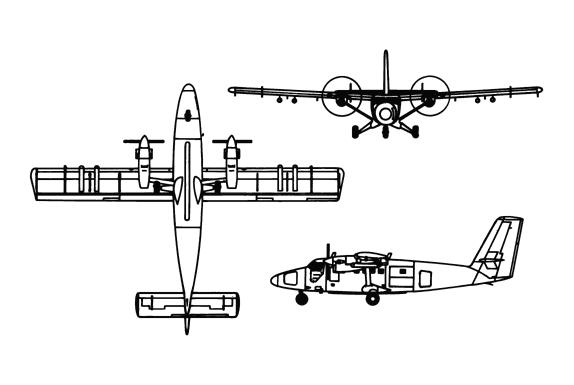
三面図

- エンジン：プラット・アンド・ホイットニー・カナダ PT6A-27 ターボプロップエンジン 620馬力 2基
- 最大速度：314 km/h
- 実用上昇限度：7,620 m
- 航続距離：1,434 km
- 乗客：最大20名
- 乗員：1-2名

## 日本におけるDHC-6

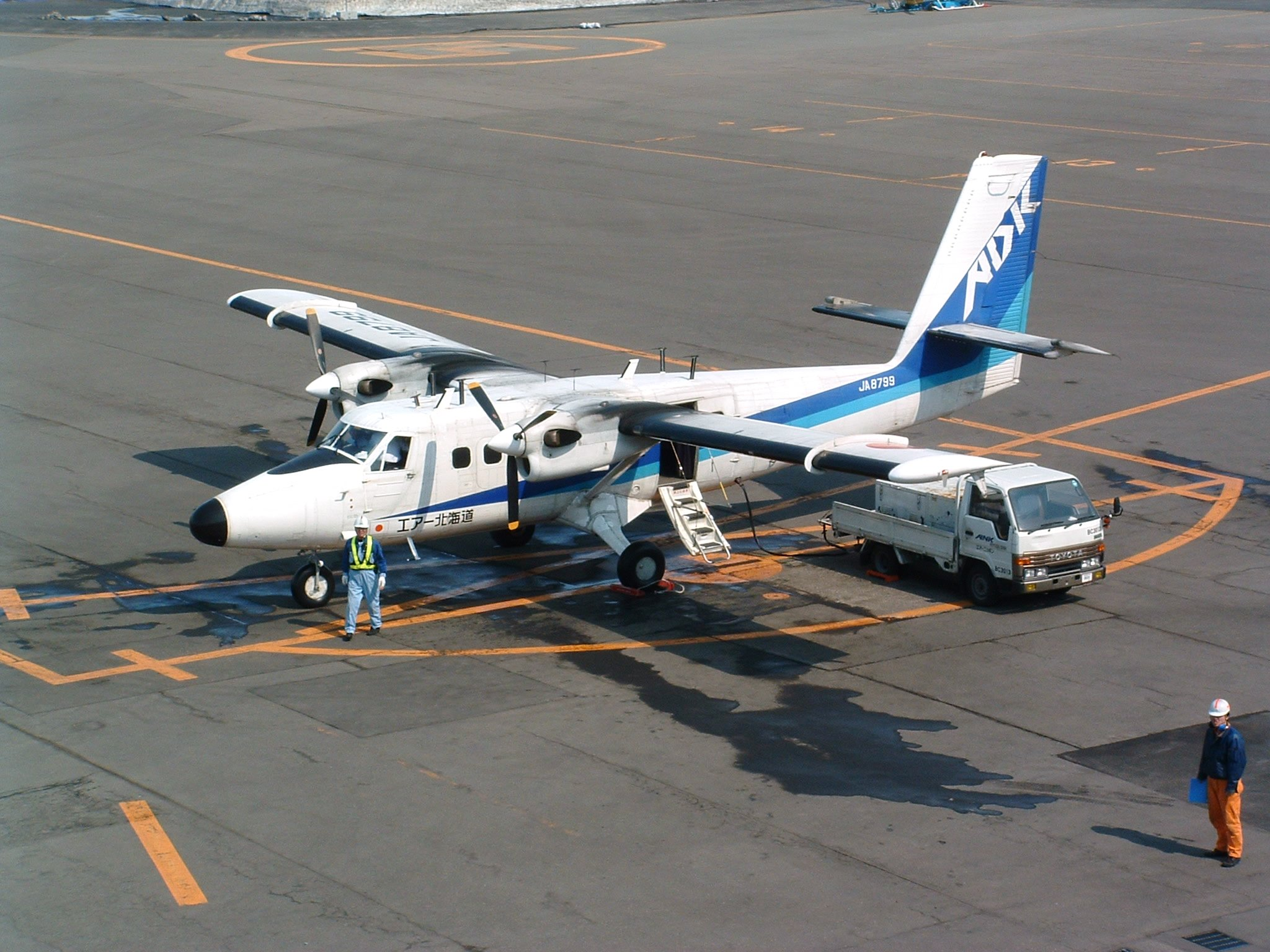
エアー北海道のDHC-6-300

日本では1973年12月に南西航空（後の日本トランスオーシャン航空）、翌年8月には日本近距離航空（後のエアーニッポン）が就航を開始した。2社では計7機が登録され、航空法によりYS-11の就航が難しくなった路線に就航していた。日本近距離航空の3機には、飛行時間を考慮して座席を1つ分潰してトイレを設置している。
日本トランスオーシャン航空の機体は1992年11月に琉球エアーコミューターへ移籍され、2002年1月に後継機となるQ100と交代する形で引退した。
エアーニッポンの機体も1994年7月にエアー北海道へ移籍され、2003年からは最後に残った一機（JA8797）が函館 ‐ 奥尻線で運航されていたが、老朽化やTCAS設置の義務化（ADKのDHC-6はTCASが設置されていなかった）などにより、2006年3月31日の運航を最後に引退し、一旦は日本の空からDHC-6が消えた。
2014年2月12日に第一航空がDHC-6-400を2機発注し、2015年3月31日にJA201D・JA202Dとして登録された。2015年8月5日より、那覇 - 粟国間の定期便として就航したが、2015年8月28日午前8時55分頃、那覇発粟国行きのJA201Dが粟国空港に接地後、滑走路を逸脱しフェンスに衝突。機体を中破し搭乗客11人が負傷する事故となり、路線運休を余儀なくされた。2018年1月にいったん運航を再開したものの、国・沖縄県・粟国村からの補助金が切れるため同年4月より再び運休となった。
2021年7月、運航を再開。